# Antipathes furcata
Antipathes furcata är en korallart som beskrevs av Gray 1857. Antipathes furcata ingår i släktet Antipathes och familjen Antipathidae. Inga underarter finns listade i Catalogue of Life.